# 联盟7K-OK型

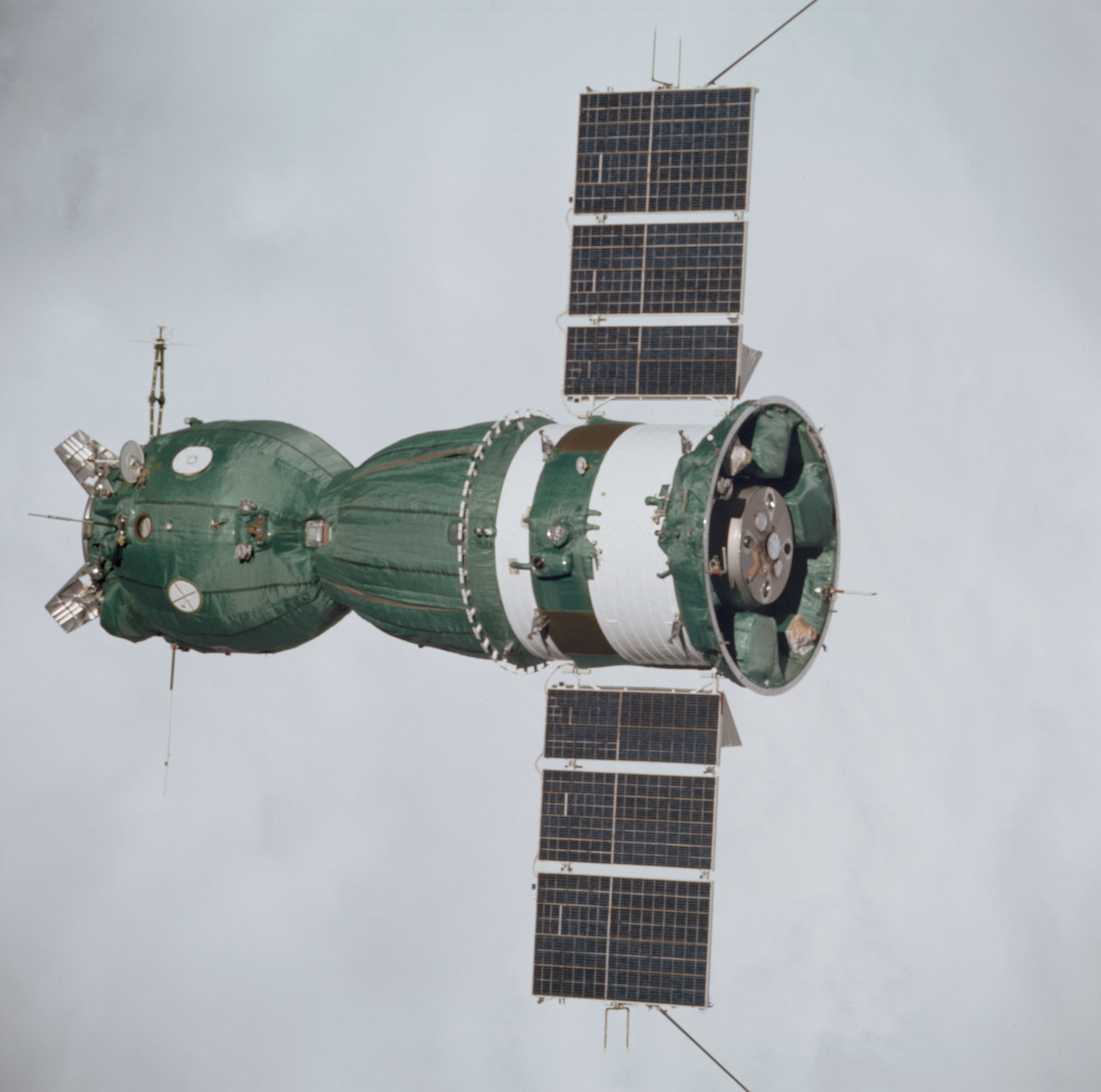
联盟7K-OK型实物模型

联盟7K-OK型(Soyuz 7K-OK)是第一代联盟太空船，于1967年至1971年间飞行，7K-OK型曾作为首批礼炮空间站计划的货运飞船，开创了空间站服务的悠久历史，并延续到今天的国际空间站(ISS)。
截止2025年，7K-OK型是联盟计划中唯一因1967年联盟1号(唯一一名机组人员因降落伞故障遇难)和1971年联盟11号(三名机组人员再入大气层时因座舱减压而全部遇难)死亡事件而闻名的航天机。
1967年，二艘7K-OK型航天器宇宙186号和宇宙188号之间实现了太空飞行史上第一次无人自动对接。此外，还包括第一次实现两艘载人航天器(联盟4号和联盟5号)之间的首次对接，单艘航天器最长载人飞行(1970年联盟9号的18天飞行)，以及太空飞行史上首次成功地将机组人员转移到首座空间站(1971年联盟11号和礼炮1号)。

## 描述
联盟7K-OK型运载工具最多可搭载3名机组人员，无需穿着宇航服。该飞船可通过其曲折的太阳能电池板和所用的“针式”(Igla)自动对接导航系统(需要特殊雷达天线)与后来的飞船区别开来。
7K-OK型作为7K-LOK型(联盟探月任务)的改装型，主要用于地球轨道测试，基本属同一型飞行器，只缺少地月间通信所需的更大天线。为增加绕月飞行所需的推进剂储备，早期的联盟号飞船还在发动机周围加装了一圈环形的外部燃料箱，但前9次飞行燃料箱都是空的。在飞船用途改为空间站运送任务后，外部燃料箱被拆除。

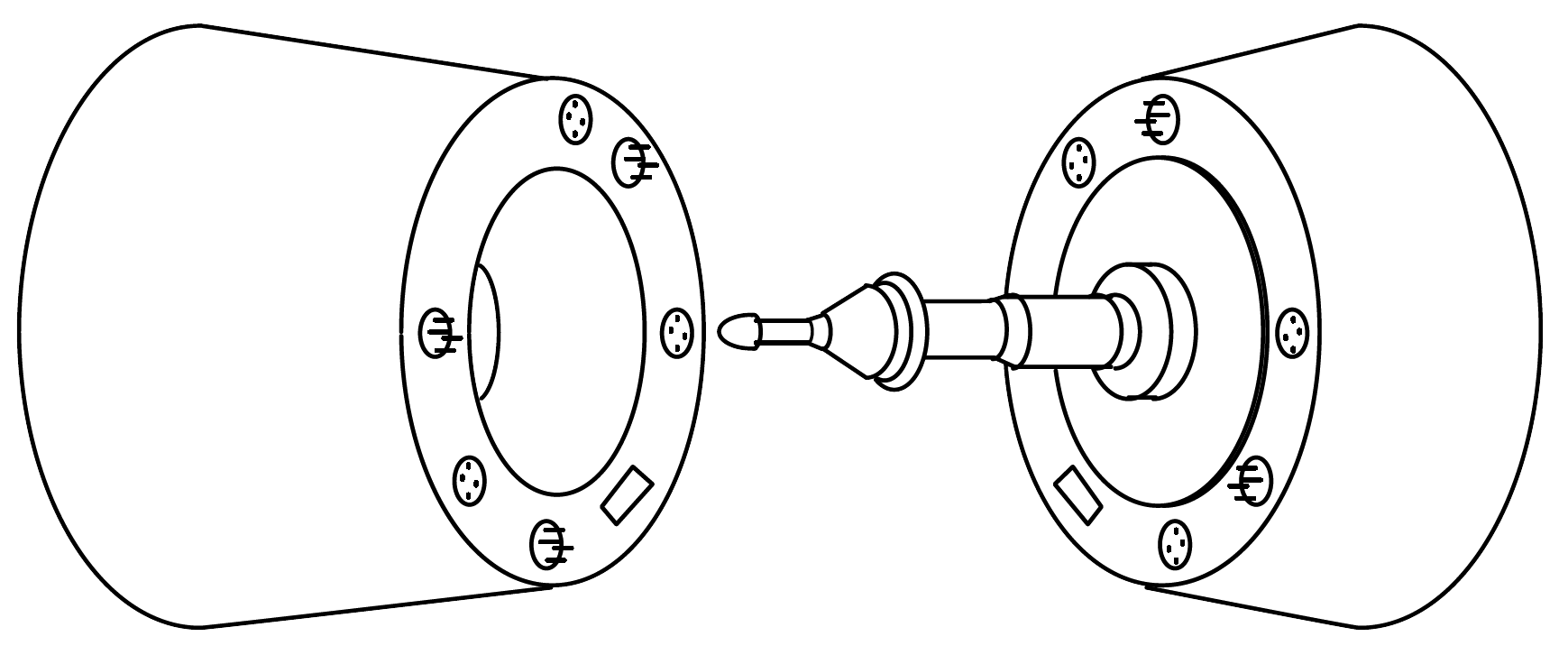
联盟7K-OK型对接机构“插头和锥管”。

联盟7K-OK型飞船有一套与其他在轨航天器连接的“插头和锥管”对接机构，以便收集工程数据，为苏联空间站项目做准备。联盟7K-OK型又有二种变型：主动型联盟7K-OK带有主动“插头”对接口，而被动型联盟7K-OK则带有被动“锥管”对接口。7K-OK和7K-LOK的对接机构无法在其内部通行(后来在联盟7K-OKS号版本上得以改进)，因此宇航员在对接舱之间的转移必须进行太空行走。这一过程在联盟4号和联盟5号联结任务中成功完成，阿列克谢·斯坦尼斯拉沃维奇·叶利谢耶夫和叶夫根尼·赫鲁诺夫通过太空行走从联盟5号转移到了联盟4号飞船。
对该型飞船进行的首次无人测试是1966年11月28日发射的宇宙133号。

## 联盟7K-OKS型
该系列的最后两艘联盟号飞船被命名为联盟7K-OKS型，主要的改进是增加了新的泊定系统(SSVP)，允许人员从内部进行转移，这是联盟11号首次在礼炮1号空间站上进行。泊定系统(SSVP)对接适配器今天仍使用在国际空间站上。

## 不载人及测试任务
- 宇宙133号
- 宇宙140号
- 宇宙186号和宇宙188号，航天史上首次无人驾驶太空船的自动对接。
- 宇宙212号和宇宙 213号，无人驾驶自动对接任务。
- 宇宙238号
- 联盟2号，联盟3号载人飞船的预定对接目标。

## 载人任务
- 联盟1号，联盟号的首次载人飞行，指令长且也是唯一的乘员在重返大气层时遇难。
- 联盟3号
- 联盟4号和联盟5号，航天史上首次载人飞船对接和机组人员转移。
- 联盟6号
- 联盟7号和联盟8号：预定对接，由联盟6号乘员拍摄-对接因出现故障而失败。
- 联盟9号
- 联盟10号(联盟7K-OKS型)，礼炮1号的运输船，太空飞行史上首次与空间站的对接。
- 联盟11号(联盟7K-OKS型)，礼炮1号的运输船，航天史上空间站的首次载人飞行–机组人员在返回时遇难。